# Spiroctenus lignicolus
Spiroctenus lignicolus là một loài nhện trong họ Nemesiidae.
Spiroctenus lignicolus được miêu tả năm 1937 bởi Lawrence.